# Alejandro Balas
Alejandro Balas de la dinastía seléucida, fue rey de Siria desde c. 150-146 a. C.  Supuesto hijo de Antíoco IV Epífanes, aunque en realidad era un joven aventurero procedente de la región de Esmirna, en la actual Turquía.
Heráclides, antiguo primer ministro, lo utilizó en su rebelión contra Demetrio I Sóter. El conflicto transcurrió en el período 153-146 a. C.  Alejandro Balas logró el reconocimiento para sus aspiraciones del Senado romano y de Ptolomeo VI, con cuya hija, Cleopatra Tea se casó.
Finalmente, consiguió derrotar a Demetrio I, que murió en la batalla final, y se convirtió en Rey. Sin embargo, el hijo de Demetrio I, Demetrio II Nicátor, logró vencerle en la batalla del Enóparo, en Antioquía con ayuda de Egipto, pues Alejandro fue traicionado por su suegro, Ptolomeo VI. Refugiado en el reino nabateo, fue asesinado poco después, y su cabeza enviada a Ptolomeo VI; esto último la —remisión de la cabeza— según lo relata Flavio Josefo en el capítulo VIV del Libro XIII, de “Antigüedades de los judíos”.